# Bompard (Marseille)
Pour les articles homonymes, voir Bompard.
Bompard est un quartier du 7e arrondissement de Marseille.

## Limites du quartier
Le quartier administratif de Bompard, au sens du décret no 46-2285 du 18 octobre 1946 qui a délimité les 111 quartiers de Marseille, est limitrophe de plusieurs quartiers du 7e arrondissement : Endoume, Roucas-Blanc et Saint-Lambert,.
Il est délimité au nord par la rue d'Endoume et le boulevard Marius Thomas, à l'est, le chemin du Roucas-Blanc, au sud, l'avenue des Roches et le chemin du Vallon de l'Oriol, puis à l'ouest, la mer Méditerranée.

## Desserte
Le quartier est  desservi par les lignes de bus           de la RTM.